# Giovanni Battista Caproni
Giovanni Battista Caproni, detto "Gianni", primo conte di Taliedo (Massone, 3 luglio 1886 – Roma, 27 ottobre 1957) è stato un ingegnere aeronautico, imprenditore e pioniere dell'aviazione italiano, fondatore dell'azienda aeronautica Caproni.

## Biografia

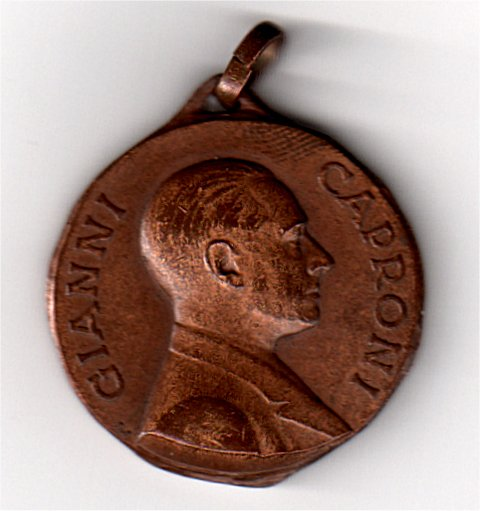
Gianni Caproni in una medaglia celebrativa

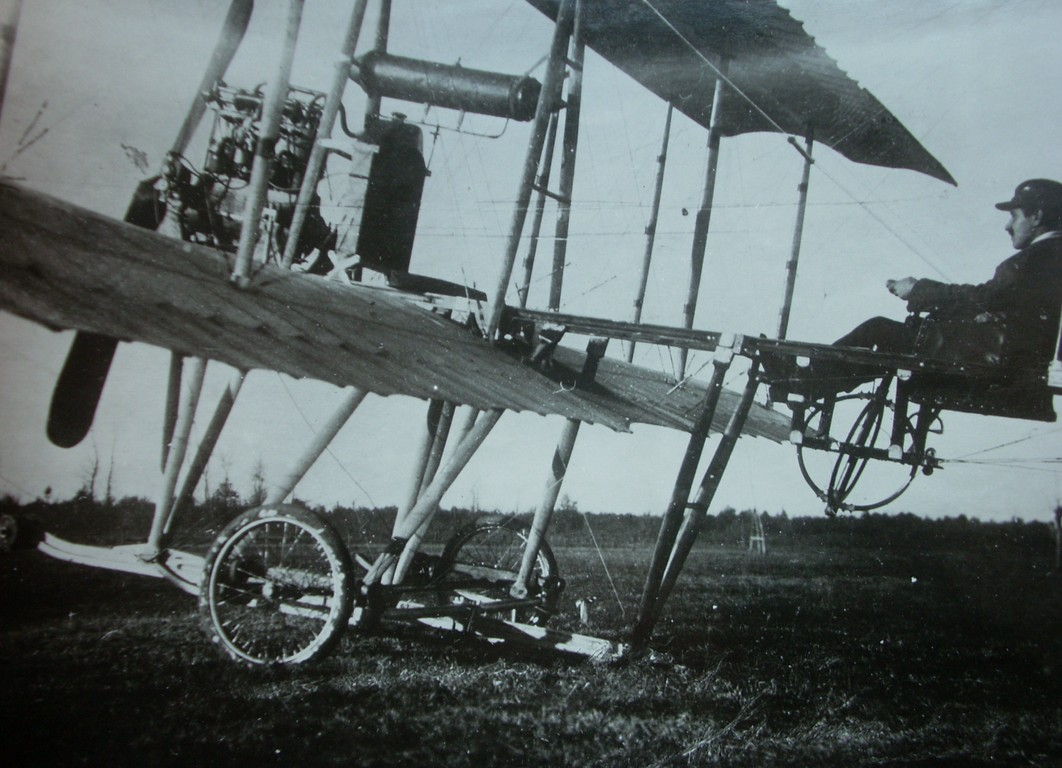
Gianni Caproni mentre collauda personalmente un Caproni Ca.5 nel 1911

Giovanni Battista Caproni nacque in Trentino, allora territorio austriaco, nella frazione di Massone (allora comune di Oltresarca), attuale Arco, tra Trento e il Lago di Garda. I genitori, il geometra Giuseppe Caproni e Paolina Maini, erano piccoli possidenti della nobiltà locale; il giovane Giovanni Battista poté così ottenere un'adeguata istruzione.
Frequentò inizialmente la Realschule di Rovereto, laureandosi poi in ingegneria civile al politecnico di Monaco di Baviera nel 1907. Parlava perfettamente l'italiano e il tedesco. L'anno successivo conseguì una specializzazione in elettrotecnica presso l'istituto Montefiori di Liegi, dove conobbe Henri Coandă. Fu durante la permanenza a Liegi che iniziò a coltivare interesse nell'allora emergente campo dell'aeronautica, dopo aver assistito ad una dimostrazione dei fratelli Wright. Questo interesse giunse a maturazione con un soggiorno a Parigi dove entrò in contatto con diversi pionieri dell'aeronautica.
Ritornò quindi ad Arco, dove iniziò la realizzazione del suo primo velivolo a motore, il Ca.1. Aveva già realizzato un aliante, o veleggiatore, secondo il termine in uso all'epoca, di tipo biplano, assieme all'amico Henri Coandă. Il progetto non riscosse interesse, e Giovanni Battista poté contare solo sul fratello maggiore, Federico Caproni, e il meccanico Ugo Sandri Tabacchi, che diventò anche il "pilota collaudatore".
Prima che il prototipo giungesse a completamento, Caproni si trasferì in territorio italiano; proveniva da una famiglia di solide tradizioni irredentiste. La destinazione scelta era Cascina Malpensa, in comune di Somma Lombardo, dove venne fondata la Caproni e il velivolo compì il suo primo volo il 27 maggio 1910, rimanendo distrutto nell'atterraggio. L'incidente era probabilmente dovuto alla pressoché nulla esperienza del pilota, proprio il meccanico Tabacchi, e non a difetti del velivolo. Fondò in questo periodo anche la "Scuola di aviazione Caproni". Verso la fine del 1910 Caproni si trasferì poi a Vizzola Ticino, dove proseguì lo sviluppo di biplani, con i modelli da Ca.2 a Ca.7.

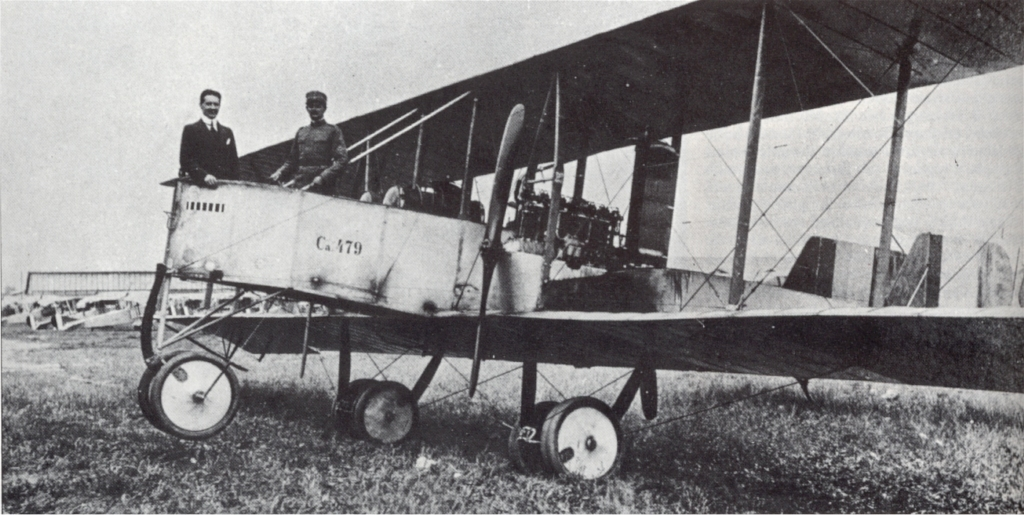
Gianni Caproni, sulla sinistra, a bordo di un Caproni Ca.32.

A partire dal 1911, si concentrò sullo sviluppo di monoplani, con i modelli che vanno da Ca.8 a Ca.16. Questi ebbero maggior successo, e vennero prodotti in piccole serie. Da questa serie di aerei, Gianni Caproni sviluppò il Ca.18, destinato all'osservazione aerea, ma l'aereo uscì sconfitto dal 1º concorso militare italiano, tenutosi all'inizio del 1913. L'azienda si trovò così in difficoltà economiche e lo stesso anno venne acquistata dallo stato italiano; Giovanni Battista Caproni vi rimase come direttore tecnico.
Nonostante le difficoltà è in questo periodo che iniziò lo sviluppo dei trimotori da bombardamento che, dal prototipo Ca.31, porteranno allo sviluppo della famiglia di bombardieri, biplani, Ca.32 (300 hp - Ca.1), Ca.33 (450 hp - Ca.3), Ca.44 (600 hp - Ca.5) e triplani Ca.40 (Ca.4). Oltre che alle capacità tecniche di Caproni, fondamentale fu il contributo di Giulio Douhet allora comandante del battaglione aviatori (la Regia Aeronautica vedrà la luce solo nel 1923), che convinto della bontà del progetto, riuscì ad aggirare l'opposizione del generale Maurizio Moris, allora ispettore dell'aeronautica.
Poco prima dello scoppio della prima guerra mondiale, ancora nel 1914, Giovanni Battista Caproni rifiutò un invito dal governo imperiale austro-ungarico a trasferire la sua azienda all'interno dell'Impero.

### La Grande Guerra

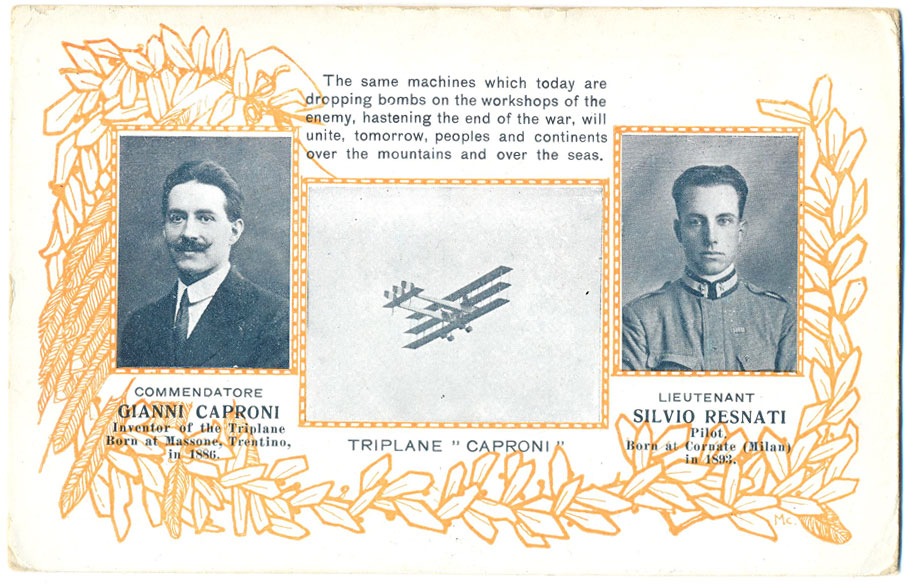
Cartolina pubblicitaria in inglese con foto del triplano Caproni affiancato dai ritratti di Gianni Caproni e del capitano aviatore Silvio Resnati (1883-1918), 1915 ca

Il conflitto dimostrò la bontà dei trimotori Caproni, che furono utilizzati dalle forze aeree di Italia, Francia, Regno Unito e Stati Uniti d'America e prodotti all'estero su licenza, in Francia fin dal 1914. Fu infatti sul fronte francese che avvenne il primo bombardamento aereo notturno. Anche se la sua fama deriva da questa famiglia di bombardieri strategici, Gianni Caproni fu anche tra i pionieri dell'aereo da caccia, nel 1914, dal Caproni Ca.18, derivò il caccia Ca.20, rimasto allo stadio di prototipo. La fine della guerra provocò un drastico ridimensionamento dell'industria aeronautica: infatti i vari governi italiani che si succedettero nell'immediato dopoguerra non pensarono di mantenere un'aliquota di velivoli da impiegare eventualmente a scopo difensivo e la quasi totalità fu smobilitata se non demolita.

### Il primo dopoguerra

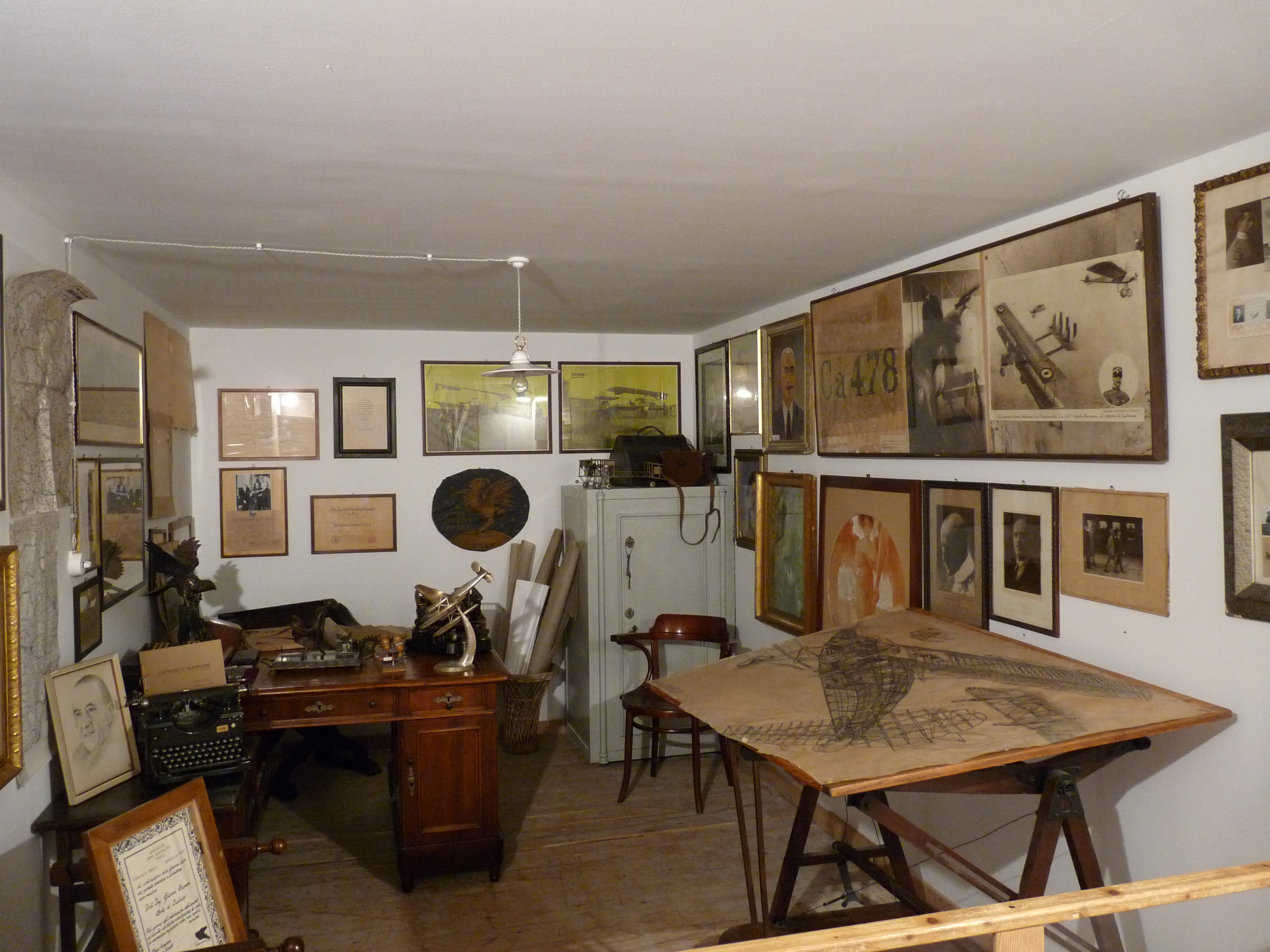
Ricostruzione dello studio di Gianni Caproni, presso il Museo dell'aeronautica Gianni Caproni.

Nel 1917 Gianni Caproni, insieme al fratello Federico, rilevò l'azienda che assunse il nome di Società Italiana Caproni, con stabilimenti a Vizzola Ticino e Taliedo.
Sempre più convinto delle capacità dell'aeroplano e del suo utilizzo come trasporto civile riadattò la propria fabbrica senza però abbandonare del tutto i progetti relativi all'impiego militare. Tali convinzioni porteranno a rielaborazioni come trasporto passeggeri dei trimotori da bombardamento, e progetti certamente più visionari, come il Caproni Ca.60 Transaereo, un gigantesco idrovolante a scafo per 100 passeggeri, destinato a rotte transatlantiche. Peculiare era la caratteristica di avere tre gruppi di ali triplane montati sopra lo scafo dove erano installati 8 motori. Il velivolo compì un breve “balzo” il 4 marzo 1921, ma rimase distrutto in un incendio poco dopo mentre era in riparazione.
Nuovo impulso all'industria aeronautica giunse con l'avvento del governo Mussolini. Nel gennaio 1923 fu costituito il "Commissariato per l'aeronautica" e pochi mesi dopo fu istituita la Regia Aeronautica e ricostituite subito le tre specialità: caccia, ricognizione e bombardamento con le relative flotte aeree. In particolare per la flotta da bombardamento furono utilizzati i vecchi Caproni Ca.45.
Nel 1924 il Ca. 66 vinse un concorso indetto dal Ministero dell'aeronautica per un bombardiere notturno; questo modello, sviluppato, diverrà il biplano Caproni Ca.73, il più grande aereo terrestre nel periodo tra il 1929 e il 1934. Nel 1935 furono incorporate le Officine Meccaniche Reggiane.
Negli anni Trenta, Gianni Caproni creò un gruppo industriale che assunse il nome "Aeroplani Caproni S.A." arrivando a contare più di 20 consociate (Gruppo Caproni), fra cui le Officine Meccaniche Reggiane, la Motori Marini Carraro, e alcuni stabilimenti all'estero, a Baltimora negli Stati Uniti (Caproni-Curtiss) e in Bulgaria a Kazanlik (Kaproni Bulgarski).. Nel 1936 insieme al designer Vittorio Ducrot fondò l'Aeronautica Sicula.
La guerra d'Etiopia procurò moltissime commesse alla Caproni i cui velivoli arrivarono a dominare i cieli abissini.

#### I primati

Mario De Bernardi fu capo collaudatore

Nel 1928 fu assunto dalla Caproni come capo collaudatore Mario De Bernardi già vincitore della coppa Schneider che aveva appena lasciato l'aviazione militare e che nel 1933, ai comandi di un Caproni Ca.111, compì il raid Roma-Mosca percorrendo i 2600 km che dividono le due capitali con cinque passeggeri a bordo.
L'11 aprile 1934 il pilota Renato Donati raggiunse per la prima volta 13.553 metri d'altezza e il 20 giugno 1935 Carina Negrone raggiunse i 12.043 metri d'altezza (primato femminile).
Il 22 ottobre 1938 Mario Pezzi migliorò il record raggiungendo i 17.093 metri d'altezza con un Caproni Ca.161 in cui la cabina era stata resa a tenuta stagna. Il 15 settembre 1939 Nicola Di Mauro raggiunse per la prima volta i 13.554 metri d'altezza con un idrovolante derivato dal Caproni Ca.161.
Nello stesso periodo Mario De Bernardi collaudò a Taliedo il Campini-Caproni C.C.2, un motoreattore (da non confondere con gli aerei a reazione) italiano e il 30 novembre 1941 compì il primo volo da Milano-Roma aggiudicandosi il primato mondiale.

### La seconda guerra mondiale

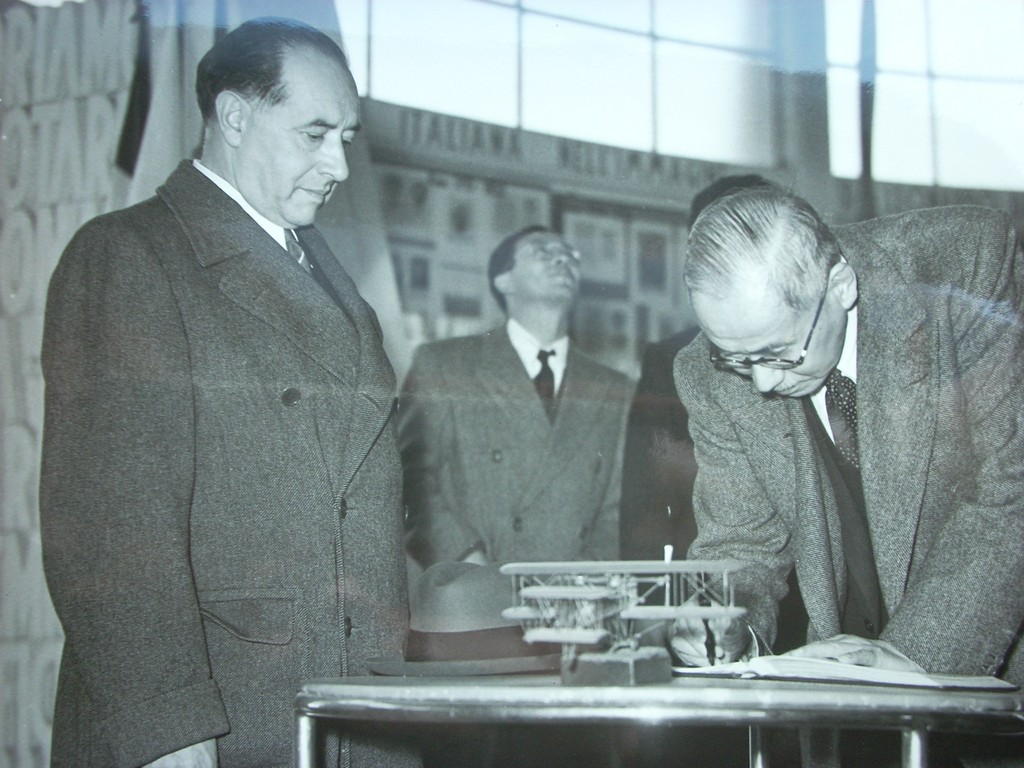
Gianni Caproni (a sinistra) con l'ambasciatore giapponese Horikiri Zambei presso le officine Caproni a Taliedo, Milano 22 aprile 1942.

Nel 1940 venne insignito da Vittorio Emanuele III del titolo nobiliare di conte di Taliedo, dalla località del comune di Milano dove sorgevano le officine Caproni e il primo aeroporto milanese. Inizialmente contrario all'entrata dell'Italia nella Seconda Guerra mondiale, era fermamente convinto che sarebbe stato un conflitto di macchine, vinto da chi "ne avrebbe schierato il maggior numero e della qualità migliore".
A seguito dell'armistizio dell'8 settembre 1943 i principali stabilimenti della Caproni si trovarono nel territorio controllato dalla Repubblica Sociale Italiana. 
In quel periodo Giovanni Caproni assunse un atteggiamento di tergiversazione ottenendo che sia le maestranze che i macchinari non fossero trasferiti in Germania.

### Il secondo dopoguerra
Nell'immediato dopoguerra, anche in seguito all'uccisione da parte di elementi partigiani del direttore di officina Arnaldo Vischi avvenuta 31 agosto 1945 e all'ordine di arresto spiccato nei suoi confronti con l'accusa di collaborazionismo con i tedeschi e per aver favorito il regime fascista, Caproni entrò in latitanza fino al 1946, anno in cui fu assolto in fase istruttoria per non aver commesso il fatto.

Francobollo commemorativo, emesso dalle Poste Italiane il 12 settembre 2003, che riproduce il volto di Gianni Caproni e il suo primo velivolo, il Caproni Ca.1.

Dopo il proscioglimento, Caproni tentò di riorganizzare il suo gruppo industriale che nel frattempo aveva accumulato numerosi debiti. Tra il 1947 e il 1951 cercò finanziatori e committenti in tutto il mondo: Unione Sovietica, Francia, ed Israele. Provò ad ottenere finanziamenti anche presso le banche vaticane e nel corso di un viaggio negli Stati Uniti incontrò anche il presidente Harry Truman. Nel corso di tale incontro fu introdotto all'interno del gabinetto presidenziale dove con stupore notò che alle pareti erano appese due grandi fotografie, una che lo raffigurava e una di Wright. Ad uno stupito Caproni il presidente statunitense disse:
(Harry Truman rivolto a Caproni.)
Tuttavia nell'immediato dopoguerra il nuovo governo italiano preferì rifornirsi all'estero, soprattutto negli Stati Uniti per quel che riguardava il materiale aeronautico e questo causò la crisi della Caproni che perse molte commesse e viceversa il numero degli operai fu aumentato per ragioni politiche e lo stesso Caproni fu costretto ad accettare concessioni agli operai sotto minaccia delle armi.
Morì a Roma nel 1957 all'età di 71 anni.

## Dediche e riconoscimenti

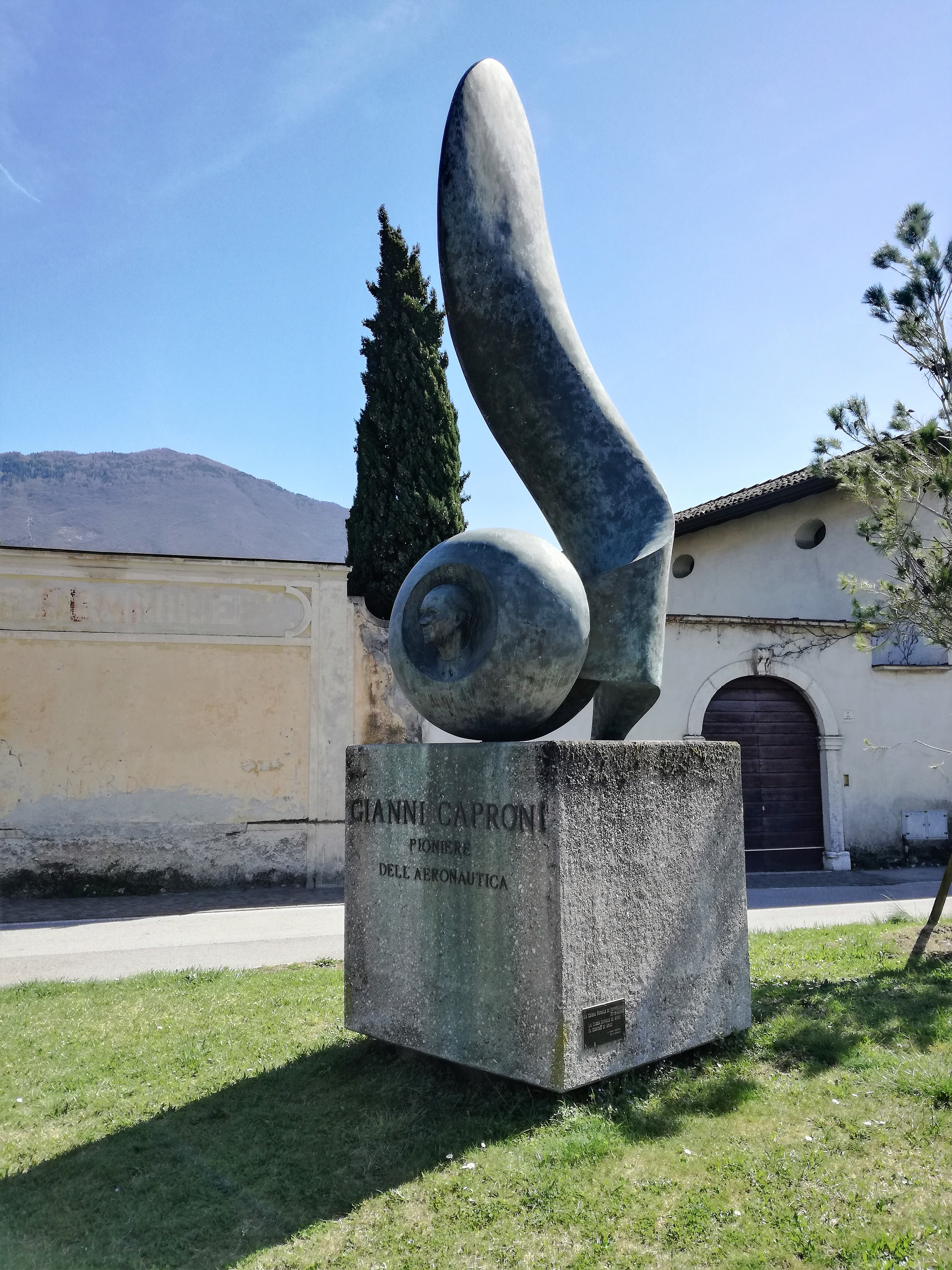
Monumento a Gianni Caproni, Arco

A lui sono dedicati l'aeroporto di Trento, l'adiacente Museo dell'aeronautica e una via a Trento, una via a Milano, una a Roma, il Centro Sportivo Comunale a Vizzola Ticino (VA) è stato dedicato ai fratelli "Gianni e Federico Caproni".
Le Poste Italiane hanno ricordato Gianni Caproni con un francobollo commemorativo dei pionieri dell'aviazione italiana del valore di euro 0,52 emesso il 12 settembre 2003.

## Nella cultura di massa
Il personaggio di Gianni Caproni è presente nel film d'animazione Si alza il vento di Hayao Miyazaki, che vede protagonista Jirō Horikoshi progettista e ingegnere aeronautico giapponese, il quale ha diverse conversazioni con Caproni durante i suoi sogni.

## Archivio
L’archivio privato Caproni è conservato presso la famiglia a Roma e a Venegono Superiore (Varese); una parte della documentazione bibliografica è ora deposita presso il Museo G. Caproni di Trento.